# UFC 9
UFC 9: Motor City Madness（ユーエフシー・ナイン：モーターシティ・マッドネス）は、アメリカ合衆国の総合格闘技団体「UFC」の大会の一つ。1996年5月17日、ミシガン州デトロイトのコボ・アリーナで開催された。

## 大会概要
本大会は従来の大会とは異なり、トーナメントは行われず全てワンマッチでの開催となった。
UFCスーパーファイト王座（後のUFC世界ヘビー級王座）タイトルマッチが行なわれ、挑戦者のダン・スバーンが王者のケン・シャムロックを破り第2代王者となるも、双方共に非常に消極的な試合をしたとして酷評された。
ロサンゼルスオリンピックレスリング金メダリストのマーク・シュルツ、元横綱の北尾光司がUFCに初出場した。

### バッシングキャンペーンの影響
本大会は、連邦上院議員ジョン・マケインのUFCバッシングキャンペーンの影響により全国的な批判を招き、大会開催が許可されるかの法廷闘争が続けられたが、ようやく大会当日の午後4時30分になってデトロイトの裁判所から特別ルールを条件に大会開催が許可された。特別ルールには、拳による頭部への攻撃、頭突きの禁止などが含まれていたが、この特別ルールが原因となりケン・シャムロックvsダン・スバーンが双方共に非常に消極的な試合になったとされている。ただし、他の試合では拳による頭部への攻撃などが見られたが、それが反則と判断され試合が中止されるようなことはなかった。
また本大会後にテレコミュニケーションズをはじめとした多数の大手ケーブルテレビ統括会社がUFCのペイ・パー・ビュー放送から撤退した。

## 試合結果
第1試合 ワンマッチ 15分1R
○  スティーブ・ネルマーク vs.  タイ・ボウデン ×
1R 7:25 TKO（ドクターストップ）
第2試合 ワンマッチ 15分1R
○  カル・ウォーシャム vs.  ジーン・フレジャー ×
1R 3:14 TKO（レフェリーストップ：グラウンドパンチ）
第3試合 ワンマッチ 15分1R
○  ハファエル・カリーノ vs.  マット・アンダーソン ×
1R 5:32 TKO（レフェリーストップ：グラウンドパンチ）
第4試合 ワンマッチ 15分1R
○  マーク・シュルツ vs.  ゲーリー・グッドリッジ ×
1R 12:00 TKO（レフェリーストップ：カット）
第5試合 ワンマッチ 15分1R
○  マーク・ホール vs.  北尾光司 ×
1R 0:40 TKO（ドクターストップ:鼻の骨折）
第6試合 ワンマッチ 15分1R
○  ドン・フライ vs.  アマウリ・ビテッチ ×
1R 9:22 TKO（レフェリーストップ：グラウンドパンチ）
第7試合 UFCスーパーファイト王座タイトルマッチ 30分1R
○  ダン・スバーン vs.  ケン・シャムロック ×
1R終了 判定2-1
※スバーンが王座獲得に成功